# Ценеліда сітчаста
Ценелі́да сі́тчаста (Caenolyda reticulata (Linnaeus, 1767) — комаха ряд Перетинчастокрилі (Hymenoptera), родини Павутинні пильщики (Pamphiliidae). Один з 2 видів роду; єдиний вид роду у фауні України.

## Морфологічні ознаки
Голова і груди чорні з червоним малюнком. Черевце руде. Крила чорні з широкою прозорою перев'язкою під птеростигмою та розвинутим червоним малюнком. Ноги чорні. Довжина тіла — 12-15 мм.

## Поширення
Знайдено на околицях Києва (1911 р.) та Львова (1899 р.). Ареал охоплює Північну, Центральну і Східну Європу.

## Місця перебування
Соснові та мішані (з домішкою сосни) середньовікові й старі ліси.

## Чисельність та причини її зміни
Чисельність незначна (поодинокі особини).
Причини зміни чисельності. Несприятливий вплив інбридингу, що виникає внаслідок розрідженості та ізольованості популяцій. Обробка соснових насаджень пестицидами.

## Особливості біології
Літ імаго триває з кінця квітня до середини червня. Личинки живуть поодинці на гілках дерев сосни звичайної, живлячись хвоєю.

## Заходи охорони
Вид занесений до Червоної книги України. Заходи охорони не здійснювалися. Треба докладно вивчити особливості біології виду; в місцях його перебування доцільно створити ентомологічні заказники. Розмноження у неволі не досліджувалось.